# Парикија
Парикија (гр: Παροικιά, Parikia) град је у средишњој Грчкој и седиште округа Парос, као и највеће насеље острва Парос, у периферији Јужни Егеј.

## Природни услови
Парикија се налази у средишњем делу грчке државе. Град је смештен на западној обали острва Парос, у омањем заливу. Источно од се простире низијски део острва, који се даље ка истоку издиже у острвско горје.
Клима у Парикији је средоземна, са жарким и дугим летима и благим и кишовитим зимама.

## Историја
Погледати: Парос

## Становништво
Град Парикија данас има нешто око 4.500 ст., махом етничких Грка. Са околином град има око 6.000 становника.
Кретање становништва Парикије по пописима:
|1981=1955
|1981=2716
|2001=4522